# Richmonds Hörnchen
Richmonds Hörnchen (Sciurus richmondi) ist eine Hörnchenart aus der Gattung der Eichhörnchen (Sciurus). Es kommt ausschließlich in Nicaragua vor.

## Merkmale
Richmonds Hörnchen erreicht eine Kopf-Rumpf-Länge von etwa 16,0 bis 21,8 Zentimetern, hinzu kommt ein etwa 13,0 bis 18,4 Zentimeter langer Schwanz. Das Gewicht beträgt 235 bis 268 Gramm. Die Rückenfärbung ist gleichmäßig dunkelbraun mit ockerfarbener Einwaschung, der Bauch ist gelb-sandfarben bis gelb-orange gefärbt. Der Schwanz entspricht oberseits in seiner Färbung dem Rückenfell, auf der Unterseite ist er gelbbraun-ockerfarben.
| 1 | · | 0 | · | 1 | · | 3 | = 20 |

Der Schädel ist lang, mit einer Länge von 48,3 bis 51,5 Zentimeter, und breit ausgebildet, der Hirnschädel ist abgeflacht und postorbital gebogen. Die Paukenblasen sind vergleichsweise klein. Die Art besitzt im Oberkiefer pro Hälfte einen zu einem Nagezahn ausgebildeten Schneidezahn (Incisivus), dem eine Zahnlücke (Diastema) folgt. Hierauf folgen ein Prämolar und drei Molare. Die Zähne im Unterkiefer entsprechen denen im Oberkiefer. Insgesamt verfügen die Tiere damit über ein Gebiss aus 20 Zähnen.

## Verbreitung
Richmonds Hörnchen kommt endemisch in Nicaragua im südlichen Mittelamerika vor.

## Lebensweise
Richmonds Hörnchen lebt in Flachlandregionen in Galeriewäldern und Primärwaldbeständen bis in Höhen von 1000 Metern, außerdem kann es auch in Plantagen und Sekundärwaldbeständen vorkommen. Über die Lebensweise der Tiere liegen nur sehr begrenzte Daten und Beobachtungen vor. Es ist – wie andere Eichhörnchenarten – tagaktiv und lebt in den Bäumen, die Tiere sind wahrscheinlich Einzelgänger. Sie suchen vor allem am Boden und in den unteren Bereichen der Bäume nach Nahrung, seltener in höheren Baumschichten.
Die Fortpflanzungszeit reicht von Februar bis September, der Wurf besteht aus zwei oder drei Jungtieren, die im Nest geboren werden.

## Systematik
Richmonds Hörnchen wird als eigenständige Art innerhalb der Gattung der Eichhörnchen (Sciurus) eingeordnet, die aus fast 30 Arten besteht. Die wissenschaftliche Erstbeschreibung stammt von Edward William Nelson aus dem Jahr 1898, der die Art anhand von Individuen am Río Escondido in Nicaragua beschrieb. Benannt wurde die Art nach Charles W. Richmond, der die zur Beschreibung genutzten Typusexemplare gesammelt hat.
Innerhalb der Art werden neben der Nominatform keine Unterarten unterschieden.

## Status, Bedrohung und Schutz
Richmonds Hörnchen wird von der International Union for Conservation of Nature and Natural Resources (IUCN) als Art der Vorwarnliste („near threatened“) gelistet. Begründet wird dies mit dem begrenzten Lebensraum von weniger als 20.000 km2 mit nur wenigen Populationen und der Annahme, dass die Bestände rückläufig sind. Wahrscheinlich ist aufgrund dieser Einschätzungen aber auch eine Einstufung als gefährdete Art („vulnerable“) möglich. Als Hauptgefährdungsursachen wird der Rückgang der Wälder und die Fragmentierung der Waldgebiete im Lebensraum der Art angesehen, Bejagung spielt nur eine untergeordnete Rolle.

## Belege
1. 1 2 3 4 5 6 7  Richard W. Thorington Jr., John L. Koprowski, Michael A. Steele: Squirrels of the World. Johns Hopkins University Press, Baltimore MD 2012, ISBN 978-1-4214-0469-1, S. 67.
2. 1 2 3  J. Knox Jones Jr., Hugh H. Genoways: Sciurus richmondi. Mammalian Species 53, 1975. (Volltext)
3. 1 2 3  Sciurus richmondi in der Roten Liste gefährdeter Arten der IUCN 2015.3. Eingestellt von: J. Koprowski, L. Roth, 2008. Abgerufen am 14. November 2015.
4. 1 2  Sciurus richmondi In: Don E. Wilson, DeeAnn M. Reeder (Hrsg.): Mammal Species of the World. A taxonomic and geographic Reference. 2 Bände. 3. Auflage. Johns Hopkins University Press, Baltimore MD 2005, ISBN 0-8018-8221-4.